# Racquetball

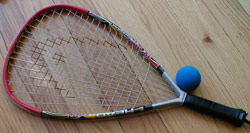
Racket och boll

Racquetball (i Sverige även Racketboll) är en bollsport som spelas inomhus med strängad racket och ihålig gummiboll. Denna racketsport är likt squash utan nät mellan spelarna.
En racketbollbana påminner mycket om en squashbana med små skillnader på längd och bredd.
Nu finns även så kallad europeisk racketboll där sporten spelas på en squashbana, enda skillnaden är då storleken och plåten som sitter längst fram på en squashbana.
Liksom i squash räknas banans väggar som spelbara ytor, men i racquetball gäller detsamma även taket. 
Sporten sägs ha utvecklats i USA under 1950-talet ur så kallad paddleball, som lanserades på 1920-talet. 

## Medlemmar iIRF

### Afrika
- Egypten
- Eritrea
- Ghana
- Kamerun
- Libanon
- Nigeria
- Sydafrika
- Zimbabwe

### Asien
- Amerikanska Samoa
- Bahrain
- Filippinerna
- Förenade arabemiraten
- Hongkong
- Indien
- Indonesien
- Irak
- Iran
- Israel
- Japan
- Kina
- Kinesiska Taipei
- Kuwait
- Laos
- Malaysia
- Nepal
- Nordmarianerna
- Pakistan
- Palau
- Saudiarabien
- Singapore
- Sydkorea
- Tadzjikistan
- Vietnam

### Centralamerika och Karibien
- Amerikanska Jungfruöarna
- Antigua
- Aruba
- Bahamas
- Barbados
- Belize
- Bermuda
- Brittiska Jungfruöarna
- Caymanöarna
- Costa Rica
- Dominikanska republiken
- El Salvador
- Guatemala
- Haiti
- Honduras
- Jamaica
- Kuba
- Nicaragua
- Panama
- Puerto Rico
- Saint Kitts

### Europa
- Armenien
- Baskien
- Belgien
- Danmark
- England
- Finland
- Frankrike
- Grekland
- Irland
- Island
- Italien
- Katalonien
- Litauen
- Luxemburg
- Moldavien
- Nederländerna
- Norge
- Polen
- Schweiz
- Sverige
- Tjeckien
- Turkiet
- Tyskland
- Ukraina
- Ungern
- Österrike

### Nordamerika
- Kanada
- Mexiko
- USA

### Oceanien
- Australien
- Cooköarna
- Fiji
- Guam
- Nya Zeeland
- Samoa
- Tonga

### Sydamerika
- Argentina
- Bolivia
- Brasilien
- Chile
- Colombia
- Ecuador
- Paraguay
- Peru
- Uruguay
- Venezuela